# Мане, Филиппо
Филиппо Каликсте Мане (итал. Filippo Calixte Mané; род. 8 марта 2005, Маджента, Италия) — сенегальский и итальянский футболист, защитник немецкого клуба Боруссия Дортмунд.

## Клубная карьера
Родился в Мадженте, выступал за молодёжные команды «Новары», «Сампдории» и «Боруссии Дортмунд».
Выступал за команду до 19 лет, с сезона 24/25 выступает за дубль. Дебютировал в профессиональном футболе 24 августа 2024 года в матче против «Ганзы», также регулярно попадает в заявку на матчи основной команды. 
Несмотря на частые травмы (в сезоне 24/25 пропустил в сумме 22 матча за клуб и сборную), руководство немецкого клуба считает Мане одним из самых одаренных игроков академии, и 6 января 2025 года с ним был подписан профессиональный контракт с «Борусией» до 30 июня 2028 года.

## Карьера в сборной
Выступал за сборную Италии до 17, до 19 и до 20 лет.
В мае 2022 года был включен в заявку национальной сборной на Чемпионат Европы по футболу до 17 лет.
В 2024 году включен в заявку сборной на Чемпионат Европы до 19 лет, сыграв 3/4 матчей в стартовом составе. Сборная Италии разделила 3 место со сборной Украины.